# Lorna Arnold
Lorna Margaret Arnold née le 7 décembre 1915 et morte le 25 mars 2014) est une historienne britannique qui a écrit plusieurs livres liés aux programmes d'armes nucléaires britanniques.

## Biographie
Diplômée du Bedford College, elle suit une formation d'enseignante au Cambridge Training College for Women  et devient enseignante, elle quitte son métier d'enseignante en 1940. Pendant la Seconde Guerre mondiale, elle devient secrétaire du Conseil de l'armée. En 1944, elle est transférée au Foreign Office pour diriger une section du secrétariat de la Commission consultative européenne. 
En juin 1945, elle s'installe à Berlin au sein du Conseil de contrôle allié, elle travaille à la Direction économique. En novembre 1946, elle est affectée à Washington dans le cadre des négociations britanniques. 
En janvier 1959, elle rejoint l'United Kingdom Atomic Energy Authority, où elle travaille au sein de l'Authority Health and Safety Branch, coordonnant l'enquête sur l'incendie de Windscale survenu en 1957, sur lequel elle écrira plus tard un livre. En 1967, elle a rejoint Margaret Gowing pour écrire l'histoire des programmes d'armes nucléaires britanniques. elle a eu accès à des documents jusqu'alors secrets et a connu personnellement de nombreuses personnes impliquées dans les projets nucléaires.

### Articles
1. ↑  « Lorna Arnold - obituary », sur www.telegraph.co.uk (consulté le 8 avril 2023).

### Ouvrages
1. ↑  Arnold 2012, p. 158.
2. ↑  Arnold 2012, p. 144.